# Vương tộc Grimaldi
Nhà Grimaldi là một dòng dõi quý tộc, lịch sử của gia đình này gắn liền với lịch sử của Cộng hòa Genova, Ý và Công quốc Monaco.

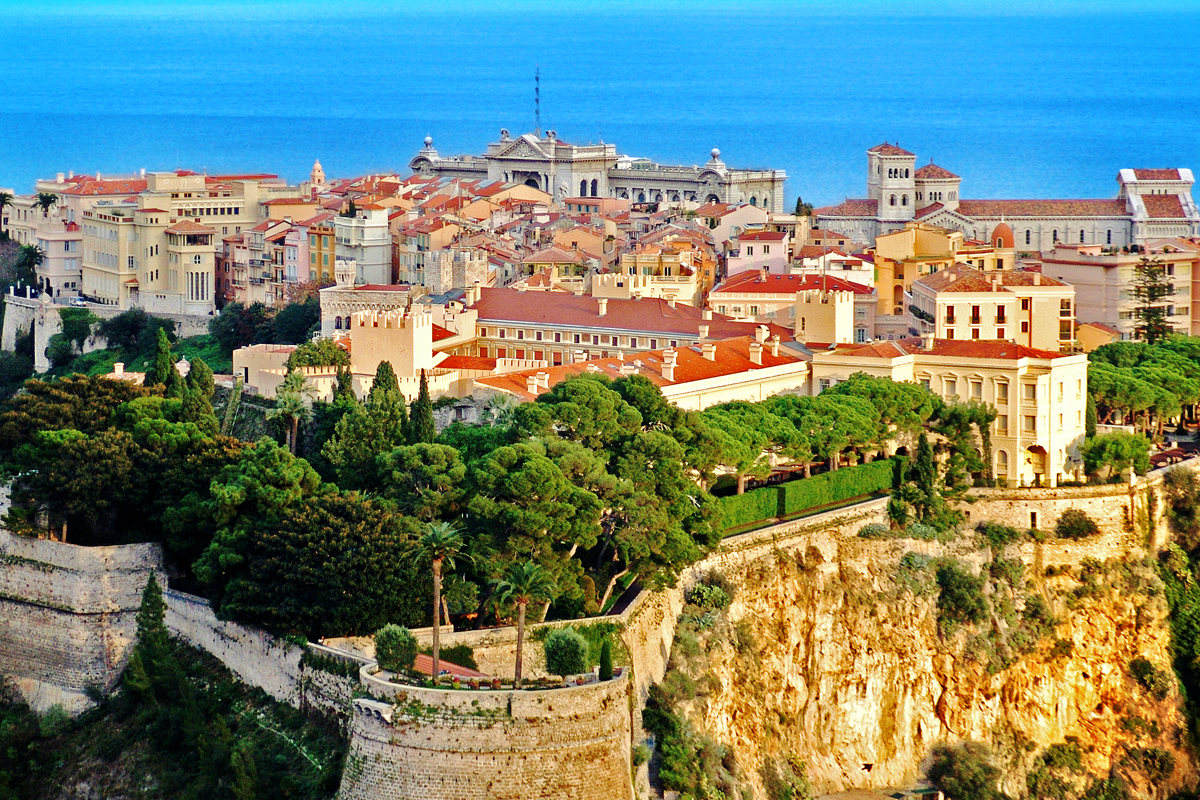
Lâu đài của công tước Monaco

## Lịch sử
Nhà Grimaldi bắt nguồn từ Grimaldo, một chính khách Genova. Ông ta là con của Otto Canella, một lãnh sự của Cộng hòa Genova vào năm 1133. Grimaldo nối nghiệp cha cũng trở thành lãnh sự vào năm 1160, 1170 và một lần nữa năm 1184. Vô số con cháu của ông đã thực hiện những cuộc thám hiểm bằng thuyền khắp mọi nơi ở vùng Địa Trung Hải, Biển Đen, và chẳng bao lâu cả Bắc Hải. Không lâu họ trở thành một trong những nhà có nhiều quyền lực nhất Genova.
Gia đình nhà Grimaldi sợ rằng người cầm đầu một gia đình thế lực khác có thể phá vỡ sự cân bằng về quyền lực bằng cách đảo chính để trở thành công tước của Genova, một chuyện mà đã xảy ra tại các thành phố khác. Cho nên họ lập một liên minh với nhà Guelfen, tuy nhiên liên minh này thua trận ở Genova vào năm 1271, và họ bị trục xuất khỏi thành phố, và phải ẩn náu tại các lâu đài của họ ở Liguria và Provence. Họ ký một hiệp ước với Charles của Anjou, Vua của Napoli và công tước của Provence để chiếm lại Genova, nói chung để trợ giúp lẫn nhau.
Có truyền thuyết là vào tháng 1 1297 họ đã chiếm được thành trì Monaco thuộc quyền sở hữu nhà Vua của Napoli. Francesco Grimaldi, con trai của Antonio Grimaldi, giả dạng làm thầy tu dòng Franziskaner xin được phép vào trong thành trì vào ngày 8 tháng 1 1297. Khi vào được bên trong, họ đã thành công, chế ngự được những người lính ở đây và chiếm đóng thành trì này.